# Папикян, Агван
Агва́н Папикя́н (арм. Աղվան Պապիկյան; род. 8 февраля 1994, Лодзь) — армянский футболист, полузащитник клуба «Олимпия» (Грудзёндз). Выступал за сборную Армении.

## Клубная карьера
Агван — воспитанник академии ЛКС. Пройдя все уровни клубной академии наравне с младшим братом Володей, в 2011 году он был включен в основной состав команды. Всего же за «Лодзь» Папикян сыграл 8 матчей.
В феврале 2013 года перешёл на правах аренды в московский «Спартак».

## Достижения
- Обладатель Кубка Армении: 2014